# Geelbrauwschoffelsnavel
De geelbrauwschoffelsnavel (Todirostrum chrysocrotaphum) is een zangvogel uit de familie Tyrannidae (tirannen).

## Verspreiding en leefgebied
Deze soort komt voor in het Amazonegebied en telt vijf ondersoorten:
- T. c. guttatum: zuidoostelijk Colombia, oostelijk Ecuador, noordoostelijk Peru en noordwestelijk Brazilië.
- T. c. neglectum: oostelijk en zuidoostelijk Peru, amazonisch zuidwestelijk Brazilië en noordelijk Bolivia.
- T. c. chrysocrotaphum: noordoostelijk en oostelijk Peru en amazonisch westelijk Brazilië.
- T. c. simile: amazonisch zuidelijk-centraal Brazilië.
- T. c. illigeri: amazonisch zuidoostelijk Brazilië.

## Status
De grootte van de populatie is niet gekwantificeerd maar de soort wordt omschreven als vrij algemeen. Op de Rode lijst van de IUCN heeft deze soort de status niet bedreigd.